# Aeroportul Municipal Wells
Aeroportul Municipal Wells (IATA: LWL, ICAO: KLWL, FAA LID: LWL) este un aeroport din Nevada, Statele Unite ale Americii ce deservește zona Wells⁠(d). A fost numit după zona deservită.
Situat la o altitudine de 1.758 m, aeroportul dispune de 2 piste.

## Infrastructură

### Piste
Aeroportul dispune de 2 piste. Pista 01/19 are dimensiunile 2.681 picioare × 140 picioare. Pista 08/26 are suprafața de asfalt și dimensiunile 5.508 picioare × 75 picioare. 